# Marilac
Marilac é um município brasileiro do estado de Minas Gerais. 

## Geografia
Localiza-se na Mesorregião do Vale do Rio Doce.